# Cliftonville FC
A Cliftonville Football & Athletic Club egy fél-profi labdarúgócsapat az északír fővárosban, Belfastban, ahol az NIFL-ben szerepelnek. Ez a klub a legrégebbi egyesület Észak-Írországban, mivel 1879. szeptember 20-án alakult. Cliftonville egyesület nagy riválisa a két "nagy múltú" belfasti csapat, a Glentoran és a Linfield. Legelőször ezen csapatok megverésével lehettek bajnokok, mivel a régi időkben (1905–1910-ig) mindössze öt csapat alkotta a bajnokságot, és ezzel a két csapattal fej-fej mellett küzdött a serlegért. Ezek után, egy másik nagy riválisa akadt, aki még máig is a legnagyobb riválisa, a szintén fővárosbeli Crusaders.
A Cliftonville 4-szeres (bár a szurkolóik szerint 5-szörös) bajnokcsapat, 8-szoros kupagyőztes, 3-szoros kupagyőztes.

## Történelme

### Korai évek
A klub 1879. szeptember 20-án alakult, Belfastban John McAlery jóvoltából. Mint a neve is mutatja (Cliftonville Football & Athletic Club) először atlétikai egyesületnek indult. Az egyesület egyre több sportágban (rögbi, krikett) sikert sikerre halmozott. A hírnév, a befolyó pénz igen nagy növekedése miatt – és mivel akkor már kezdett egyre népszerűbb lett labdarúgás –, alakított egy labdarúgó klubot is.

Az 1880-as években John McAlery tárgyalt az Északír labdarúgó-szövetséggel arról, hogy csapata indulhasson a bajnokság, a kupa és az északír labdarúgókupa minden mérkőzésén. A tárgyalás végül sikerrel is járt, így 1881-től a szövetség részeivé váltak.

Első hivatalos mérkőzését 1881. április 9-én játszották a Moyola Park ellen, ahol végül 2-1-re kikaptak. Még ebben az évben el is vesztették a döntőt az északír kupában a Queen’s Island ellen 1-0-ra. 1883-ban viszont megtört a jég és a kupadöntőt gólzáporral, 5-0-ra nyerték meg az Ulster ellen.

## Nemzetközi eredmények
2013.július 13-a szerint
| Kupa                        | Mérkőzés | Győzelem | Döntetlen | Vereség | Rúgott gól | Kapott gól |
| --------------------------- | -------- | -------- | --------- | ------- | ---------- | ---------- |
| UEFA-bajnokok ligája        | 4        | 0        | 0         | 4       | 1          | 18         |
| UEFA-kupa/Európa-liga       | 10       | 2        | 2         | 6       | 4          | 22         |
| Kupagyőztesek Európa-kupája | 2        | 0        | 0         | 2       | 0          | 8          |
| Intertotó-kupa              | 10       | 1        | 2         | 7       | 5          | 23         |
| Összesen                    | 26       | 3        | 4         | 19      | 10         | 71         |

## Jelenlegi keret
| #  |                | Poszt | Név             |
| -- | -------------- | ----- | --------------- |
| 1  | Észak-Írország | K     | Ryan Brown      |
| 2  | Észak-Írország | V     | Jamie McGovern  |
| 3  | Észak-Írország | V     | Ronan Scannell  |
| 4  | Írország       | KP    | Barry Johnston  |
| 5  | Észak-Írország | KP    | Barry Holland   |
| 7  | Észak-Írország | KP    | Ciarán Caldwell |
| 8  | Észak-Írország | KP    | George McMullan |
| 9  | Észak-Írország | CS    | Chris Scannell  |
| 10 | Észak-Írország | CS    | Stephen Garrett |
| 11 | Észak-Írország | KP    | Martin Donnelly |
| 12 | Észak-Írország | K     | Conor Devlin    |
| 13 | Észak-Írország | KP    | Joseph McNeill  |
| 15 | Észak-Írország | V     | Eamonn Seydak   |

| #  |                | Poszt | Név                |
| -- | -------------- | ----- | ------------------ |
| 16 | Észak-Írország | V     | Marc Smyth         |
| 17 | Észak-Írország | KP    | Ryan Catney        |
| 18 | Észak-Írország | V     | Emmet Templeton    |
| 19 | Észak-Írország | CS    | Joe Gormley        |
| 20 | Észak-Írország | KP    | Christopher Curran |
| 21 | Észak-Írország | CS    | Jody Lynch         |
| 22 | Észak-Írország | KP    | Darren Stuart      |
| 23 | Észak-Írország | KP    | Tomás Cosgrove     |
| 24 | Észak-Írország | KP    | Aidan O'Kane       |
| 25 | Észak-Írország | V     | Dermot McVeigh     |
| 27 | Észak-Írország | CS    | Liam Boyce         |
| -- | Észak-Írország | V     | Johnny Flynn       |

## Sikerlista
- NIFL: 4
  - 1905-1906 (elvették), 1909-1910, 1997-1998, 2012-2013, 2013-2014
- Északír labdarúgókupa: 8
  - 1882–83, 1887–88, 1896–97, 1899–00, 1900–01, 1906–07, 1908–09, 1978-1979
- Északír labdarúgó-ligakupa: 3
  - 2003–04, 2012–13, 2013-2014
- Aranykupa:3
  - 1922–23, 1932–33, 1980–81
- County Antrim Shield: 9
  - 1891–92, 1893–94, 1897–98, 1925–26, 1978–79, 1996–97, 2006–07, 2008–09, 2011–12
- Belfast Charity Cup: 10
  - 1884, 1886, 1887, 1888, 1889, 1897, 1906, 1908, 1909, 1924
- Charity Shield kupa: 1
  - 1998–99
- Alhambra Cup: 1
  - 1922
- Másodosztály győztes: 1
  - 1953–54
- Irish Intermediate Cup: 3
  - 1895–96†, 1899–00†, 1901–02†
- George Wilson Cup: 3
  - 1999–00†, 2007–08†, 2012-13†
- Steel & Sons Cup: 6
  - 1899–00†, 1901–02†, 1906–07†, 1907–08†, 1913–14†, 1921–22†

†A tartalékcsapat nyerte meg